# Ulricehamn (gemeente)
Ulricehamn is een Zweedse gemeente in de provincie Västra Götalands län en heeft 22.765 inwoners (gegevens 2010).

## Plaatsen in de gemeente
- Ulricehamn (stad)
- Timmele
- Hökerum
- Dalum
- Blidsberg
- Vegby
- Gällstad
- Marbäck (Västergötland)
- Nitta
- Rånnaväg
- Trädet
- Hulu
- Älmestad
- Folkesred
- Köttkulla
- Röshult
- Hössna
- Torsbo
- Tvärred
- Liared